# Antonín Černý (architekt)

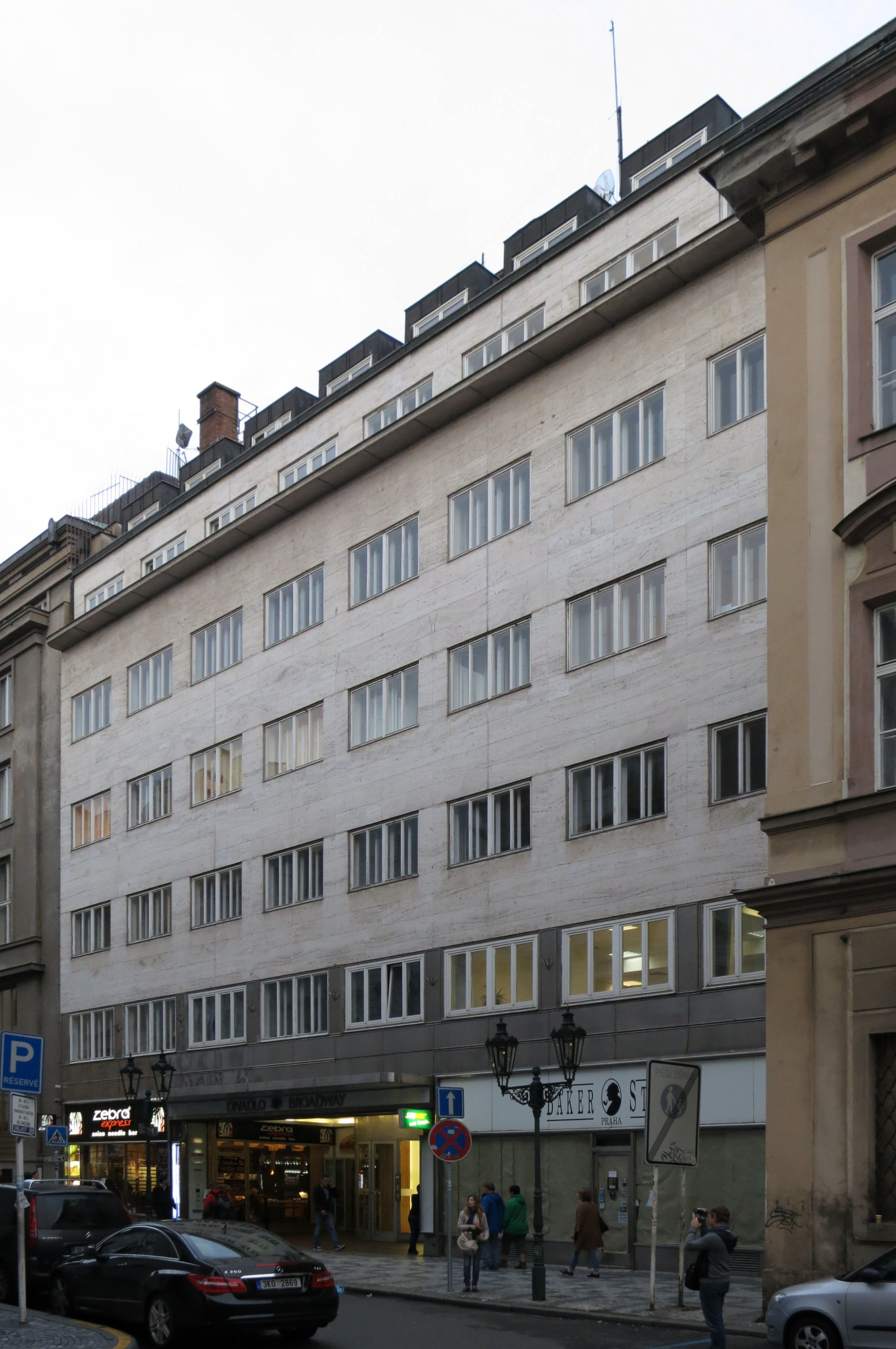
Palác Broadway, průčelí v Celetné

Antonín Černý (15. dubna 1896 Vítkovice – 31. července 1976 Praha) byl český architekt a vysokoškolský pedagog. Patřil k představitelům pozdního funkcionalismu.

## Život a dílo
V letech 1914–1922 studoval architekturu na Českém vysokém učení technickém v Praze, jeho učiteli byli mj. Josef Fanta, Jan Koula a Antonín Engel. Pracoval nejprve v ateliéru Oldřicha Tyla, v roce 1932 se osamostatnil. Několik jeho projektů bylo realizováno a nejznámější z nich je budova pojišťoven Assicurazioni Generali a Moldavia Generali (později palác Sevastopol, nyní palác Broadway) mezi ulicemi Na Příkopě a Celetnou, která patří k nejrozsáhlejším funkcionalistickým stavbám v Praze; na tomto projektu spolupracoval s Bohumírem Kozákem.
Některé realizované stavby v Praze:
- vila v Dejvicích, Na Hanspaulce 1664/6 (1931)
- nájemní domy v Krči, U nových domů III 533/1 – 538/11 (1932–1937)
- obytné domy na Břevnově, Nad Kajetánkou čp. 1401, 1402, 1410 – 1415 (1936)
- Palác Broadway na Starém Městě, Na Příkopě 988/31 (1936–1938, s B. Kozákem)
- obytný blok ve Vršovicích, Sámova čp. 29 (1937)
- obytné bloky v Karlíně, Pernerova čp. 558 a 559 (1938–1941)
- vlastní vila v Dejvicích, Matějská 1986/9 (1939–1940),[2] památkově chráněná[3]

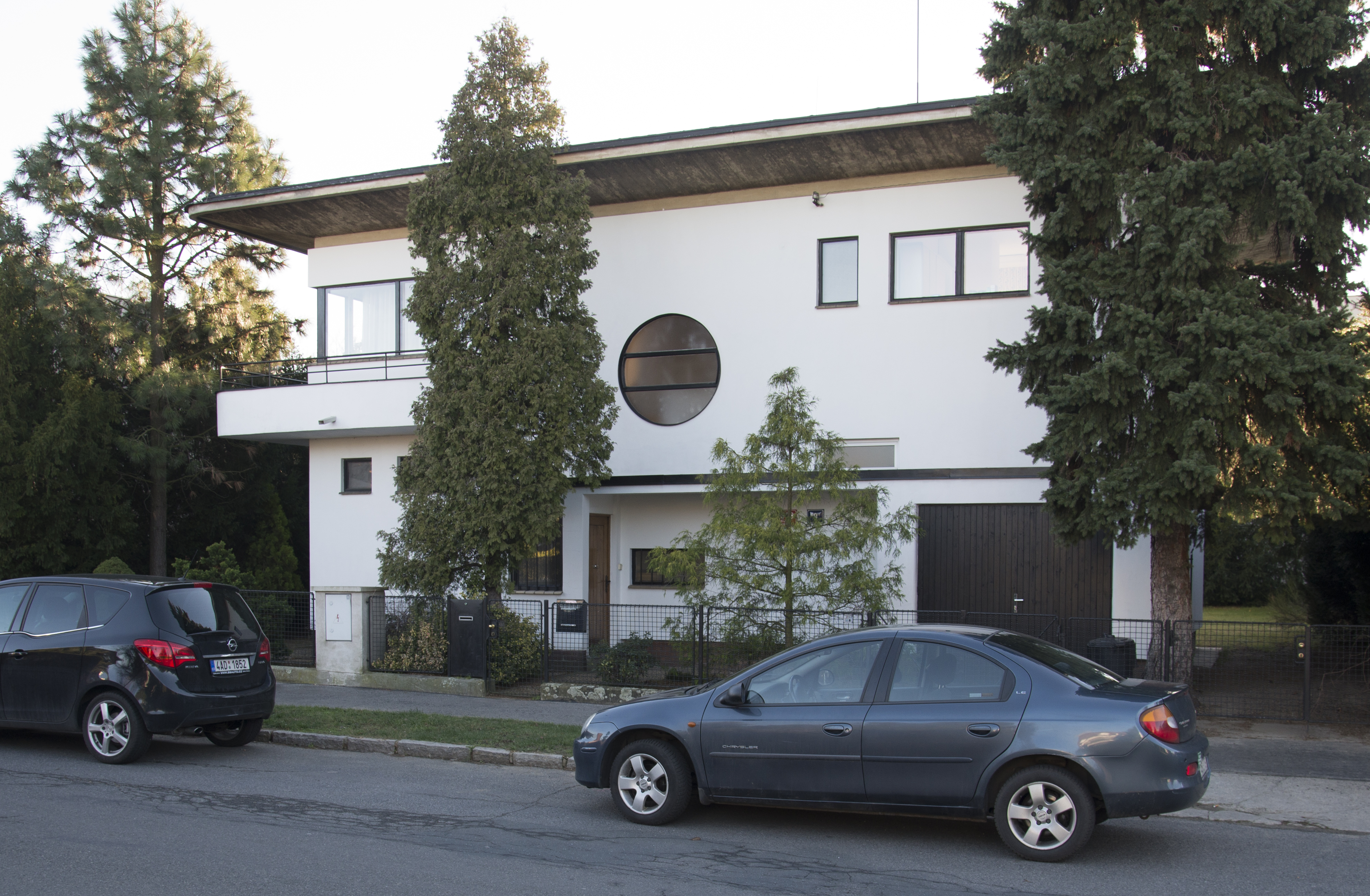
Vlastní vila A. Černého v Dejvicích

Kromě uvedených realizací byla jeho tvorba často oceněna předním umístěním v architektonických soutěžích:
- v roce 1921 získal jedno ze druhých míst v soutěži o vzorový typ malých hospodářských statků
- v roce 1923 navrhl stadion v Praze na Bílé Hoře v puristickém stylu
- v roce 1925 získal druhou cenu v soutěži na stavbu státního obchodního paláce v Bratislavě
- v roce 1927 třetí místo za návrh nového pražského krematoria
- v roce 1930 jedna ze čtyř hlavních cen v soutěži na nejmenší byty ústřední sociální pojišťovny na Pankráci a druhé místo v jiné soutěži na výstavbu malých bytů na území někdejší plynárny v Holešovicích

Také po druhé světové válce se účastnil několika soutěží, např. v roce 1961 byl v užším výběru soutěže na vstupní areál ČVUT v Dejvicích, ale už se více uplatňoval jako teoretik a pedagog; od roku 1933 byl doktorem technických věd (disertační práce: Krematorium jako výraz světového názoru). V roce 1945 se stal profesorem architektury a pozemního stavitelství na Českém vysokém učení technickém v Praze, kde také působil v letech 1950–1953 ve funkci prorektora a v roce 1960/1961 byl děkanem stavební fakulty.
Vydal několik teoretických publikací, např. Úvod do konstrukcí ze dřeva (1930), Typologie školních budov a jeslí (1963), Typologie kulturních domů (1965). V roce 1957 obdržel vyznamenání Za vynikající práci, v roce 1961 Řád práce a v roce 1972 byl jmenován zasloužilým umělcem.